# 關渡龍園

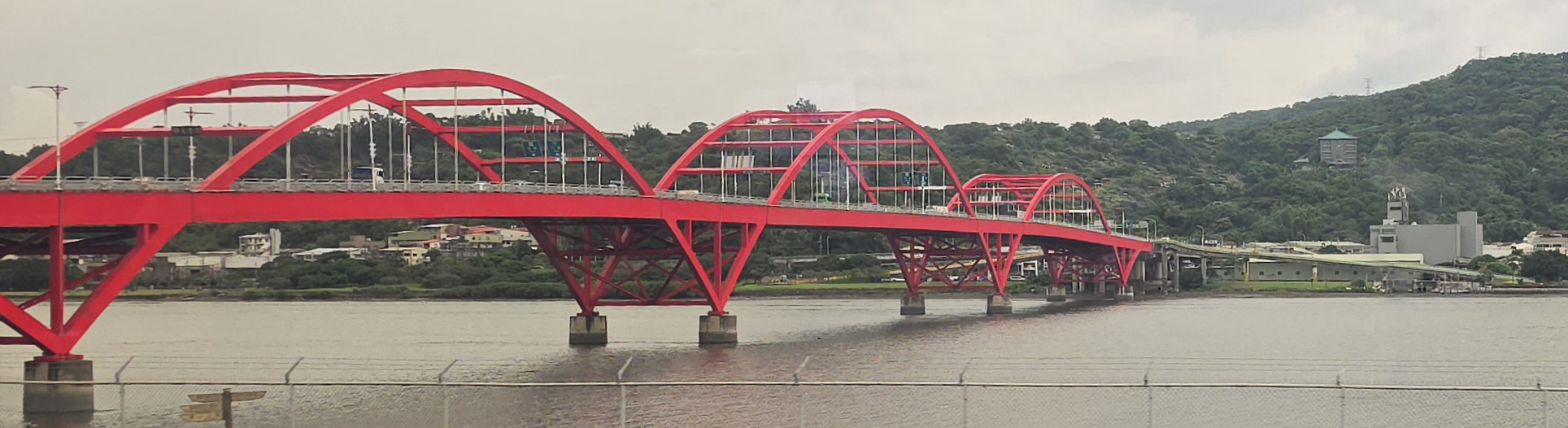
關渡大橋與關渡龍園（山上青瓦建築）

關渡龍園生命紀念館，通稱關渡龍園，是位於新北市八里區觀音山山麓的納骨塔，由房地產企業「龍山展業有限公司」旗下禮儀公司「龍山人本」於2000年籌建，2008年4月6日啟用。

## 概要
關渡龍園位於頂寮一街33之8號的地目屬於風景區第四類殯葬用地，地主因無法開發從事其他用途，自2000年始向主管機關申請興建納骨塔，2006年取得建照，2008年通過申請許可興建，為當時觀音山近十年期間唯一核准建造的合法納骨塔。興建初期，業者分別敦請三位不同派別，精通三元、三合、九星的地理師李明星、許朝翔及徐正順三人勘察此一基地，一致認為該地點是不可多得的風水佳穴。該寶塔基地面積3000坪，業者使用其中150坪興建寶塔，其餘土地用作公園化及停車場等設施。納骨塔樓高五層，青瓦灰牆外觀，共計有萬餘櫃位。

## 外部連結
- 關渡龍園生命紀念館官網
- 龍山人本 (關渡龍園生命紀念館)—中華民國殯葬設施經營商業同業公會全國聯合會